# Jared Tallent
Jared Tallent (n. 17 octombrie 1984, Ballarat, Victoria, Australia) este un atlet ce a reprezentat Australia, medaliat olimpic. A participat la 3 ediții ale Jocurilor Olimpice (2008, 2012, 2016) în care a câștigat o medalie de aur, două medalii de argint și o medalie de bronz în probele de 50 km marș și 20 km marș.

## Palmares
| An   | Competiție                              | Locație                  | Loc | Eveniment     | Note     |
| ---- | --------------------------------------- | ------------------------ | --- | ------------- | -------- |
| 2001 | Campionatul Mondial de Juniori (sub 18) | Debrețin, Ungaria        | 7   | 10 000 m marș | 44:50,94 |
| 2002 | Campionatul Mondial de Juniori          | Kingston, Jamaica        | 19  | 10 000 m marș | 45:41,19 |
| 2004 | Cupa Mondială de Marș                   | Naumburg, Germania       | 75  | 20 km marș    | 1:30:01  |
| 2005 | Campionatul Mondial                     | Helsinki, Finlanda       | 18  | 20 km marș    | 1:23:42  |
| 2006 | Cupa Mondială de Marș                   | La Coruña, Spania        | 14  | 20 km marș    | 1:21:36  |
| 2007 | Campionatul Mondial                     | Osaka, Japonia           | —   | 20 km marș    | DS       |
| 2008 | Cupa Mondială de Marș                   | Ceboksarî, Rusia         | 10  | 20 km marș    | 1:19:48  |
| 2008 | Jocurile Olimpice                       | Beijing, China           | 3   | 20 km marș    | 1:19:42  |
| 2008 | Jocurile Olimpice                       | Beijing, China           | 2   | 50 km marș    | 3:39:27  |
| 2009 | Campionatul Mondial                     | Berlin, Germania         | 5   | 20 km marș    | 1:20:27  |
| 2009 | Campionatul Mondial                     | Berlin, Germania         | 6   | 50 km marș    | 3:44:50  |
| 2010 | Cupa Mondială de Marș                   | Chihuahua, Mexic         | 3   | 50 km marș    | 3:54:55  |
| 2011 | Campionatul Mondial                     | Daegu, Coreea de Sud     | 22  | 20 km marș    | 1:25:25  |
| 2011 | Campionatul Mondial                     | Daegu, Coreea de Sud     | 2   | 50 km marș    | 3:43:36  |
| 2012 | Cupa Mondială de Marș                   | Saransk, Rusia           | 1   | 50 km marș    | 3:40:32  |
| 2012 | Jocurile Olimpice                       | Londra, Marea Britanie   | 7   | 20 km marș    | 1:20:02  |
| 2012 | Jocurile Olimpice                       | Londra, Marea Britanie   | 1   | 50 km marș    | 3:36:53  |
| 2013 | Campionatul Mondial                     | Moscova, Rusia           | 2   | 50 km marș    | 3:40:03  |
| 2014 | Cupa Mondială de Marș                   | Taicang, China           | 2   | 50 km marș    | 3:42:48  |
| 2015 | Campionatul Mondial                     | Beijing, China           | 26  | 20 km marș    | 1:24:19  |
| 2015 | Campionatul Mondial                     | Beijing, China           | 2   | 50 km marș    | 3:42:17  |
| 2016 | Cupa Mondială de Marș                   | Roma, Italia             | 1   | 50 km marș    | 3:42:36  |
| 2016 | Jocurile Olimpice                       | Rio de Janeiro, Brazilia | 2   | 50 km marș    | 3:41:16  |